# Flavio
Flavio (títol original en italià, en català Flavio), Händel-Werke-Verzeichnis 16, és una obra dramaticomusical en tres actes composta  per Georg Friedrich Händel sobre un llibret en italià de Nicola Francesco Haym, basat en El Cid de Pierre Corneille. Es va estrenar el 14 de maig de 1723 al Theatre Royal Haymarket de Ciutat de Westminster.